# Alekszandr Vasziljevics Kolcsak
Alekszandr Vasziljevics Kolcsak (oroszul: Александр Васильевич Колчак; Szentpétervár, 1874. november 4. – Irkutszk közelében, 1920. február 7.) orosz katonatiszt, az orosz flotta tengernagya, később az oroszországi polgárháborúban a fehér gárda egyik vezetője.

## Élete
Kolcsak régi katonatiszti családban született. Az orosz haditengerészeti akadémián végzett 1894-ben. Hidrológusként részt vett az 1900–1903 és 1908–1911-es orosz sarki expedícióban. Az 1904–05-ös orosz–japán háborúban torpedóromboló parancsnoki beosztást töltött be, Port Arthur-ban (Mai nevén : Talien ) ütegparancsnok volt. Az első világháború kezdetén, 1904–1916-ig a balti flotta vezérhajójának parancsnoka volt. 1916 júliusától a fekete-tengeri flotta parancsnoka ellentengernagyként.
1917 júniusában leszerelték. 1918 októberétől az Omszkban működő antibolsevik kormány hadügyminisztere. Novemberben puccsal átvette a hatalmat, majd Oroszország főkormányzójává kiáltatta ki magát. Célja a monarchia visszaállítása, az összes bolsevikellenes erő összefogása volt. Nagy-Britannia és Franciaország támogatását is élvezte.
1919 márciusában támadást intézett a szovjethatalom ellen, áprilisra a Volgáig hatolva csapatai mintegy 300 000 km²-t foglaltak el. A meginduló szovjet ellentámadás miatt azonban novemberre Omszkot is fel kellett adnia.
1920 januárjában Irkutszkban lemondott és az antantképviselet védelmét kérte, amely azonban átadta őt a Csehszlovák Légiónak, azok a helyi eszer-mensevik kormányzatnak, akiket a bolsevikok váltottak. Kolcsakot a bolsevikok kivégezték.

## Emlékezete
2008-ban Az admirális címen orosz játékfilmet készítettek életéről, Andrej Kravcsuk rendezésében. Kolcsakot Konsztantyin Habenszkij alakította.